# هوگو هرستروپ
هوگو هِـرِستروپ (دانمارکی: Hugo Herrestrup؛ ‏ ۲۹ ژانویهٔ ۱۹۳۳ – ۲۲ سپتامبر ۲۰۰۹) بازیگر اهل قلمروی دانمارک بود.
از فیلم‌هایی که وی در آن نقش داشته‌است، می‌توان به زمستان آخر، تو تنها نیستی، تفنگدارها و فاحشه‌خانه اشاره کرد.